# Helena Fürst – Kämpferin aus Leidenschaft
Helena Fürst – Kämpferin aus Leidenschaft war eine Doku-Soap, welche ab 2010 von RTL ausgestrahlt wurde.
Von 2010 bis 2013 trug die Sendung den Titel Helena Fürst – Anwältin der Armen. Mitte August 2015 gab der Sender bekannt, die Sendung nicht mehr fortzuführen.

## Hintergrund und Inhalt
Helena Fürst trat erstmals im Jahr 2008 im Fernsehen auf. In der damals von Sat.1 produzierten Reihe Gnadenlos gerecht – Sozialfahnder ermitteln versuchte sie, gemeinsam mit einem Kollegen im Auftrag des Kreises Offenbach denjenigen auf die Schliche zu kommen, die den Staat um Sozialleistungen betrügen.
In der Sendung Helena Fürst – Kämpferin aus Leidenschaft tritt sie nicht mehr an, um gegen Hartz-IV-Betrüger zu kämpfen, sondern gegen Behördenwillkür und Amtsmissbrauch. Als „Anwältin der Armen“ will sie zeigen, dass sie sich auch für Arbeitslose und Hilfsbedürftige einsetzen kann und dies ihre Leidenschaft ist. Rechtsanwältin ist sie allerdings nicht.
Helena Fürst ist staatlich geprüfte Betriebswirtin und arbeitete nach ihrer Ausbildung in einem kommunalen Jobcenter.
Während von der ersten bis zur dritten Staffel Hartz-IV-Fälle und Sozialhilfeempfänger im Fokus der Sendung standen, wurde das Themenspektrum mit der vierten Staffel und dem neuen Untertitel Kämpferin aus Leidenschaft erweitert. 

## Ausstrahlung und Einschaltquoten
| Staffel    | Folgen     | Sendeplatz                                                            | Premiere      | Finale        | Zuschauer | Zuschauer       | Marktanteil | Marktanteil     | Quelle |
| Staffel    | Folgen     | Sendeplatz                                                            | Premiere      | Finale        | Gesamt    | 14 bis 49 Jahre | Gesamt      | 14 bis 49 Jahre | Quelle |
| ---------- | ---------- | --------------------------------------------------------------------- | ------------- | ------------- | --------- | --------------- | ----------- | --------------- | ------ |
| Pilotfolge | Pilotfolge | Sonntag 19.05 Uhr                                                     | 11. Apr. 2010 | 11. Apr. 2010 | 4,38 Mio. | 2,30 Mio.       | 14,7 %      | 19,9 %          | [ 3 ]  |
| 1          | 8          | Mittwoch 21.15 Uhr (Folge 1 bis 4) Mittwoch 20:15 Uhr (Folge 5 bis 8) | 25. Mai 2011  | 13. Juli 2011 | 3,70 Mio. | 1,83 Mio.       | 12,8 %      | 16,3 %          | [ 4 ]  |
| 2          | 6          | Sonntag 19.05 Uhr                                                     | 22. Juli 2012 | 26. Aug. 2012 | 3,04 Mio. | 1,34 Mio.       | 13,3 %      | 16,0 %          | [ 5 ]  |
| 3          | 6          | Montag 20.15 Uhr                                                      | 15. Juli 2013 | 19. Aug. 2013 |           |                 |             |                 |        |
| 4          | 5          | Sonntag 19.05 Uhr                                                     | 20. Juli 2014 | 17. Aug. 2014 |           |                 |             |                 |        |
| 5          | 4          | Sonntag 19.05 Uhr                                                     | 26. Juli 2015 | 16. Aug. 2015 |           |                 |             |                 |        |

## Kritik
Ein Kritiker des Branchenmagazins Quotenmeter.de übte am Format ähnliche Kritik wie an der 2008 produzierten Reihe. Seiner Aussage nach sei es beängstigend, wie Menschen vorgeführt und für eine Sendung ausgenutzt würden. Helena Fürst gebe zum Teil populistisches Geschwätz von sich und beweihräuchere sich selbst.